# Середньозважений метод обліку
Метод середньозваженої собівартості — метод бухгалтерського обліку для оцінки запасів (товаро-матеріальних цінностей), за яким собівартість кожної одиниці запасів, що мають однакове призначення та однакові умови використання, визначається шляхом діленням загальної вартості на їх загальну кількість товару. 
Метод дозволяє більш рівномірно відображати в обліку собівартість реалізованих товарів або продукції.
В Україні застосування цього методу передбачено як один з варіантів для обліку вибуття товаро-матеріальний цінностей.
Оцінка може проводитися як за станом на дату проведення операцій, так і за станом на початок звітного періоду. Періодичність визначення середньозваженої собівартості (щомісяця чи на дату операції) зазначається у розпорядчому документі про облікову політику підприємства.